# Elizabeth McCaul
Elizabeth McCaul és membre del consell de supervisió del Banc Central Europeu des del 2019. Anteriorment,va exercir com a superintendent de bancs de l'estat de Nova York i com a cap del Departament de Banca de l'estat de Nova York. Abans d'això, McCaul va ocupar càrrecs executius alts a Promontory Financial Group, una empresa d'IBM.

## Biografia
McCaul va començar la seva carrera el 1985 com a banquera d'inversions a Goldman Sachs, on es va especialitzar en projectes de finançament d'energia.
El 1995, es va incorporar al Departament de Banca de l'Estat de Nova York com a cap de personal de Neil D. Levin, un antic col·lega de Goldman Sachs que havia estat nomenat superintendent dels bancs. McCaul es va convertir en superintendent en funcions el 1997 després de la marxa de Levin, i va continuar en aquest rol durant dos anys. Va establir l'oficina de Tòquio del departament, la segona oficina permanent de l'organització fora dels EUA.
El llavors governador de Nova York, George Pataki, va nomenar McCaul el desembre de 1999 com a superintendent. La seva nominació va ser confirmada pel Senat de l'estat de Nova York el 7 de juny de 2000. El paper consistia en regular i supervisar les 3.500 institucions financeres de l'estat. La seva oficina va establir una oficina de processament de reclamacions per ajudar els supervivents de l'Holocaust i els seus hereus que intentaven recuperar els béns il·legalment detinguts o robats durant la Segona Guerra Mundial. La seva oficina va bloquejar una proposta de fusió de la Union Bank of Switzerland i la Swiss Bank Corporation fins que els bancs van prometre cooperar en la devolució dels actius de les víctimes.
McCaul va supervisar les iniciatives per garantir que el sistema bancari de Nova York funcionés bé després dels atacs terroristes de l'11 de setembre de 2001.
McCaul va negociar, juntament amb diversos fiscals generals de l'estat, un acord multiestatal de 484 milions de dòlars amb Household International Inc. pel que fa a les seves pràctiques de préstec hipotecari residencial. L'acord, que va proporcionar una restitució de 37 milions de dòlars a fins a 25.000 prestataris de Nova York, era en aquell moment el major acord de préstecs depredadors registrat als EUA.
El març de 2003, McCaul va anunciar que renunciaria com a superintendent després d'un breu període de transició, amb motius personals. Fa poc havia donat a llum el seu cinquè fill. Al final del seu mandat, McCaul havia servit vuit anys al departament i sis anys com a cap.
El setembre de 2003, McCaul es va incorporar a Promontory Financial Group, una empresa de consultoria establerta a Washington, D.C. per Eugene Ludwig. Va obrir l'oficina de l'empresa a Nova York per atendre bancs globals i fons d'inversió, i va ser la seva sòcia fins al 2016. En aquell any, va esdevenir directora executiva de Promontory Europe, responsable o supervisant i dirigint les operacions de la firma a l'Europa continental. Es va convertir en cap global d'estratègia i presidenta de Promontory Financial Group Europe el 2019.
Durant el 2012 i el 2013, McCaul va dirigir una revisió per mandat federal de les pràctiques d'execució hipotecària al Bank of America.
El 2013, el Vaticà va seleccionar Promontory Financial Group per dur a terme una revisió forense del Banc del Vaticà, que McCaul va dirigir. En 48 hores després de ser contractat, Promontory tenia un equip de 25 persones a les oficines cerimonials del president del banc, encarregat d'examinar milers de documents electrònics i en paper, inclosos alguns escrits en llatí.
El juliol de 2016, McCaul va discutir les reformes financeres del Vaticà a la reunió anual de la Leadership Roundtable, una organització sense ànim de lucre catòlica 501(c)(3) que promou les millors pràctiques i la responsabilitat en la gestió, les finances i l'administració de l'església. McCaul va dir que l'any 2013, any en què el Vaticà va contractar Promontory, la confiança en l'església i el seu banc s'havia vist minada per la manca de transparència, controls interns i adhesió a les pràctiques normatives internacionals. Les reformes financeres propugnades pel papa Francesc van ajudar a fer que l'església i les seves institucions siguin més transparents, millor governades, compatibles amb les normatives i sostenibles, va dir, i va afegir, "els dies de l'estafa del Vaticà han acabat".
L'11 de juliol de 2019, el Banc Central Europeu va anunciar que havia nomenat McCaul per a un mandat de cinc anys no renovable com a membre del seu consell de supervisió. El consell planifica i porta a terme les responsabilitats del Banc Central Europeu en la supervisió dels bancs de la zona euro sota la supervisió bancària europea.